# メキシコプレーリードッグ
メキシコプレーリードッグ（Cynomys mexicanus）は、リス科プレーリードッグ属に分類される齧歯類。

## 分布
種小名 mexicanus は「メキシコの」の意で、和名や英名と同義。
メキシコ（コアウイラ州、サカテカス州、サン・ルイス・ポトシ州、ヌエボ・レオン州）固有種

## 形態
頭胴長28-35センチメートル。尾長8.2-10cm。体重900-1400グラム。背面は灰褐色の体毛で覆われる。尾の先端は黒い体毛で覆われる。

## 生態
標高1,600-2,200mの半砂漠に点在する草原に生息する。地中に穴を掘って生活し、巣穴の入り口に大量に土を盛り上げる（マウンド）。冬眠はしない。
食性は植物食で、草などを食べる。
繁殖形態は胎生。授乳期間は41-50日。

## 人間との関係
牧草地に穴を掘ることから害獣とみなされることもある。
害獣としての駆除などにより生息数は激減している。